# سوفی کاتانی
سوفی کاتانی (فرانسوی: Sophie Cattani‎؛ زادهٔ ۱ ژانویهٔ ۱۹۵۳) هنرپیشه اهل فرانسه است.
از فیلم‌ها یا برنامه‌های تلویزیونی که وی در آنها نقش داشته‌است می‌توان به چارلی می‌گوید، تام‌بوی، و آگوستین اشاره کرد.